# Fußball-Weltmeisterschaft 2010/Argentinien

## Qualifikation
Die Mannschaft qualifizierte sich über die Qualifikationsspiele des südamerikanischen Fußballverbandes CONMEBOL für die Weltmeisterschaft in Südafrika.
Alle zehn Mannschaften, die dem südamerikanischen Verband CONMEBOL angehörten, spielten in einer einzigen Gruppenphase mit Hin- und Rückspiel gegeneinander, wobei sich insgesamt 18 Begegnungen ergaben. Die vier bestplatzierten Teams qualifizierten sich direkt für die Endrunde der Weltmeisterschaft 2010, wobei der Fünftplatzierte sich gegen den Viertplatzierten aus der CONCACAF-Qualifikation um einen Endrundenplatz messen musste. Argentinien stieg als Vierter direkt in die Endrunde auf.

### Gruppenphase
13. Oktober 2007:
Argentinien – Chile 2:0 (2:0)
16. Oktober 2007:
Venezuela – Argentinien 0:2 (0:2)
17. November 2007:
Argentinien – Bolivien 3:0 (1:0)
20. November 2007:
Kolumbien – Argentinien 2:1 (0:1)
15. Juni 2008:
Argentinien – Ecuador 1:1 (0:0)
18. Juni 2008:
Brasilien – Argentinien 0:0
6. September 2008:
Argentinien – Paraguay 1:1 (0:1)
10. September 2008:
Peru – Argentinien 1:1 (0:0)
11. Oktober 2008:
Argentinien – Uruguay 2:1 (2:1)
15. Oktober 2008:
Chile – Argentinien 1:0 (1:0)
28. März 2009:
Argentinien – Venezuela 4:0 (1:0)
1. April 2009:
Bolivien – Argentinien 6:1 (3:1)
6. Juni 2009:
Argentinien – Kolumbien 1:0 (0:0)
10. Juni 2009:
Ecuador – Argentinien 2:0 (0:0)
5. September 2009:
Argentinien – Brasilien 1:3 (0:2)
9. September 2009:
Paraguay – Argentinien 1:0 (1:0)
10. Oktober 2009:
Argentinien – Peru 2:1 (0:0)
14. Oktober 2009:
Uruguay – Argentinien 0:1 (0:0)

## Argentinisches Aufgebot
Nationaltrainer Diego Maradona gab sein endgültiges 23-köpfiges Aufgebot bereits am 20. Mai 2010 bekannt. Aus dem 30 Spieler umfassenden provisorischen Aufgebot wurden Fabricio Coloccini (Newcastle United), Juan Manuel Insaurralde (CA Newell’s Old Boys), José Ernesto Sosa (Estudiantes de La Plata), Jesús Dátolo (Olympiakos Piräus), Ezequiel Lavezzi (SSC Neapel), Sebastián Blanco (CA Lanús) und Juan Mercier (Argentinos Juniors) gestrichen.
| Nr.               | Name                 | Verein vor WM-Beginn    | Geburtstag | Spiele   | Tore     |          |          |          |          |
| Torhüter          | Torhüter             | Torhüter                | Torhüter   | Torhüter | Torhüter | Torhüter | Torhüter | Torhüter | Torhüter |
| ----------------- | -------------------- | ----------------------- | ---------- | -------- | -------- | -------- | -------- | -------- | -------- |
| 1                 | Diego Pozo           | CA Colón                | 16.02.1978 | 0        | 0        | 0        | 0        | 0        |          |
| 21                | Mariano Andújar      | Catania Calcio          | 30.07.1983 | 0        | 0        | 0        | 0        | 0        |          |
| 22                | Sergio Romero        | AZ Alkmaar              | 22.02.1987 | 5        | 0        | 0        | 0        | 0        |          |
| Abwehrspieler     |                      |                         |            |          |          |          |          |          |          |
| 2                 | Martín Demichelis    | FC Bayern München       | 20.12.1980 | 5        | 1        | 0        | 0        | 0        |          |
| 3                 | Clemente Rodríguez   | Estudiantes de La Plata | 31.07.1981 | 1        | 0        | 0        | 0        | 0        |          |
| 4                 | Nicolás Burdisso     | AS Rom                  | 12.04.1981 | 5        | 0        | 0        | 0        | 0        |          |
| 6                 | Gabriel Heinze       | Olympique Marseille     | 19.04.1978 | 4        | 1        | 1        | 0        | 0        |          |
| 12                | Ariel Garcé          | CA Colón                | 14.07.1979 | 0        | 0        | 0        | 0        | 0        |          |
| 13                | Walter Samuel        | Inter Mailand           | 23.03.1978 | 2        | 0        | 0        | 0        | 0        |          |
| 15                | Nicolás Otamendi     | CA Vélez Sársfield      | 12.02.1988 | 3        | 0        | 1        | 0        | 0        |          |
| Mittelfeldspieler |                      |                         |            |          |          |          |          |          |          |
| 5                 | Mario Bolatti        | AC Florenz              | 17.02.1985 | 2        | 0        | 1        | 0        | 0        |          |
| 7                 | Ángel Di María       | Benfica Lissabon        | 14.02.1988 | 5        | 0        | 0        | 0        | 0        |          |
| 8                 | Juan Sebastián Verón | Estudiantes de La Plata | 09.03.1975 | 3        | 0        | 0        | 0        | 0        |          |
| 14                | Javier Mascherano    | FC Liverpool            | 08.06.1984 | 4        | 0        | 2        | 0        | 0        |          |
| 17                | Jonás Gutiérrez      | Newcastle United        | 05.07.1983 | 3        | 0        | 2        | 0        | 0        |          |
| 20                | Maxi Rodríguez       | FC Liverpool            | 02.01.1981 | 5        | 0        | 0        | 0        | 0        |          |
| 23                | Javier Pastore       | US Palermo              | 20.06.1989 | 3        | 0        | 0        | 0        | 0        |          |
| Stürmer           |                      |                         |            |          |          |          |          |          |          |
| 9                 | Gonzalo Higuaín      | Real Madrid             | 10.12.1987 | 4        | 4        | 0        | 0        | 0        |          |
| 10                | Lionel Messi         | FC Barcelona            | 24.06.1987 | 5        | 0        | 0        | 0        | 0        |          |
| 11                | Carlos Tévez         | Manchester City         | 05.02.1984 | 4        | 2        | 0        | 0        | 0        |          |
| 16                | Sergio Agüero        | Atlético Madrid         | 02.06.1988 | 3        | 0        | 0        | 0        | 0        |          |
| 18                | Martín Palermo       | Boca Juniors            | 07.11.1973 | 1        | 1        | 0        | 0        | 0        |          |
| 19                | Diego Milito         | Inter Mailand           | 12.06.1979 | 2        | 0        | 0        | 0        | 0        |          |
| Trainer           |                      |                         |            |          |          |          |          |          |          |
|                   | Diego Maradona       |                         | 30.10.1960 |          |          |          |          |          |          |

## Vorrunde
| Rang | Land         | Tore | Punkte |
| ---- | ------------ | ---- | ------ |
| 1    | Argentinien  | 7:1  | 9      |
| 2    | Südkorea     | 5:6  | 4      |
| 3    | Griechenland | 2:5  | 3      |
| 4    | Nigeria      | 3:5  | 1      |

In der Vorrunde der Weltmeisterschaft 2010 in Südafrika traf die argentinische Nationalmannschaft in der Gruppe B auf Nigeria, Südkorea und Griechenland.
- Samstag, 12. Juni 2010; 16:00 Uhr in Johannesburg (Ellis-Park-Stadion)
 Argentinien –  Nigeria 1:0 (1:0)

- Donnerstag, 17. Juni 2010; 13:30 Uhr in Johannesburg (Soccer City)
 Argentinien –  Südkorea 4:1 (2:1)

- Dienstag, 22. Juni 2010; 20:30 Uhr in Polokwane
 Griechenland –  Argentinien 0:2 (0:0)

## Finalrunde

### Achtelfinale
Die argentinische Auswahl wurde in der Gruppe B souverän Gruppensieger und traf im Achtelfinale auf Mexiko, den Zweitplatzierten der Gruppe A.
- Sonntag, 27. Juni 2010; 20:30 Uhr in Johannesburg (Soccer City)
 Argentinien –  Mexiko 3:1 (2:0)

### Viertelfinale
- Samstag, 3. Juli 2010; 16:00 Uhr in Kapstadt
 Argentinien –  Deutschland 0:4 (0:1)